# Marcel Boiteux
Marcel Boiteux (Niort, Deux-Sèvres; 9 de mayo de 1922 – 7 de septiembre de 2023) fue un economista y matemático francés, discípulo de Maurice Allais.

## Biografía
Marcel Boiteux proviene de una familia de normalistas y politécnicos. Completó sus estudios en el liceo Michel-Montaigne de Burdeos, donde tuvo como amigos de la infancia a André Giraud y Jean-Claude Pecker. Posteriormente, cursó su clase preparatoria en el Liceo Corneille de Ruan.
Se graduó en 1942 y fue profesor de matemáticas en el sistema educativo público. En 1947 se graduó como economista, en el Instituto de Estudios Políticos de Paris, allí fue compañero de estudios del banquero Pierre Moussa.
Para evitar el Servicio del Trabajo Obligatoria durante la ocupación Nazi de Francia, viajó a través de España para incorporarse a la campaña de liberación Italiana.
Fue presidente honorario de Electricidad de Francia. Se le considera uno de los principales propulsores de la política de implementación de centrales nucleares en ese país. Realizó importantes contribuciones a la teoría económica en el ámbito de la regulación de los servicios públicos. Fue uno de los creadores de la teoría de los precios pico, aplicables a industrias donde el producto no se puede almacenar, como la electricidad.
También realizó contribuciones a la fijación de precios de monopolios naturales a través de la derivación de la denominada regla Ramsey-Boiteux donde a fin de recuperar los costes totales de las empresas de servicios públicos, se le carga un precio mayor a los usuarios con menos elasticidad de la demanda.
Fue miembro de la Academia de Ciencias Morales y Políticas desde 1992 y su presidente desde 2002.
Ha sido presidente del Consejo Mundial de la Energía, del Centro Europeo de la Empresa Pública, del Instituto Pasteur y del Instituto de Altos Estudios Científicos.